# لاتاری (فیلم ۱۳۹۶)
لاتاری فیلمی ایرانی در ژانر درام عاشقانه به کارگردانی محمدحسین مهدویان و نویسندگی ابراهیم امینی و مهدویان است که در سال ۱۳۹۶ منتشر شد. بازیگران فیلم ساعد سهیلی، هادی حجازی‌فر، حمید فرخ‌نژاد، جواد عزتی، علیرضا استادی، نادر سلیمانی، مهدی زمین‌پرداز، بهزاد فروتن، مهسا باقری، زیبا کرمعلی و امیرحسین هاشمی هستند.
لاتاری در سی و ششمین دوره جشنواره فیلم فجر در بهمن ۱۳۹۶ به نمایش درآمد و در ۲۳ اسفند ۱۳۹۶ در سینماهای ایران اکران شد. این فیلم در زمان اکرانش بیش از ۱۴ میلیارد تومان فروش داشت و پنجاه و دومین فیلم پرفروش تاریخ سینمای ایران شد.

## خلاصه فیلم
امیرعلی و نوشین دو جوان ۲۱ و ۲۲ ساله قصد ازدواج با یکدیگر را دارند. خانواده‌هایشان چندان موافق نیستند. آنها صبر پیشه کرده‌اند تا به مرور زمان رضایت خانواده‌هایشان را جلب کنند. آن دو یک رؤیای مشترک دارند؛ برنده شدن در لاتاری و دریافت گرین کارت آمریکا، اما نوشین به واسطه دوست یکی از آشنایان برای کار ترجمه به دبی می‌رود. پس از مدتی به امیرعلی می‌رسد که نوشین خودکشی کرده و او برای پی بردن به راز خودکشی به دبی می‌رود و می‌فهمد نوشین گرفتار باندهای قاچاق جنسی شده بود.

## بازیگران
- ساعد سهیلی در نقش امیرعلی
- هادی حجازی‌فر در نقش موسی
- حمید فرخ‌نژاد در نقش مرتضی
- زیبا کرمعلی در نقش نوشین بیگی
- جواد عزتی در نقش نیما بیگی
- نادر سلیمانی
- علیرضا استادی در نقش رضا بیگی
- مهدی زمین‌پرداز در نقش سامی
- بهزاد فروتن
- حمیدرضا هدایتی
- مهسا باقری در نقش نسرین
- امیرحسین هاشمی در نقش ساسان
- غلامرضا شهبازی

## موسیقی
| شماره | نام            | خواننده     | مدت  |
| ----- | -------------- | ----------- | ---- |
| ۱.    | «کجا باید برم» | روزبه بمانی | ۳:۵۲ |

## ایده اولیه فیلم
سید محمود رضوی، تهیه‌کننده فیلم، با انتشار توییتی اعلام کرد ایده اولیه این فیلم را محمدحسین مهدویان پس از شنیدن ترانهٔ «مسلخ» از محسن چاوشی گرفته است که موضوعش تجارت و قاچاق دختران ایرانی به دبی است.

## اکران و فروش
این فیلم در تاریخ ۲۳ اسفند ۱۳۹۶ در سینماهای ایران اکران شده است؛ و پرمخاطب‌ترین فیلم سی و ششمین دوره جشنواره فیلم فجر و تاریخ جشنواره فیلم فجر است. لاتاری پر مخاطب‌ترین فیلم اکران نوروزی ۱۳۹۷ می‌باشد. این فیلم به دلیل موضوعش ماه‌ها در انتظار گرفتن پروانه ساخت بود. پس از پخش نسخهٔ نمایش خانگی لاتاری، این فیلم عنوان پر فروش‌ترین فیلم شبکه نمایش خانگی سال ۱۳۹۷ را بدست آورد.

## بازخورد
مصیب داوری در ایسنا فیلم‌نامه لاتاری  را مورد انتقاد قرار داد. منتقدی دیگر به‌نام مصطفی ذاکری در ایسنا به «کلیشه ای» بودن شخصیت‌ها، داستان و دیالوگ اشاره کرد.

## جوایز و افتخارات
| سال  | جشنواره                                              | قسمت                       | نامزد                                | جایزه               | نتیجه    |
| ---- | ---------------------------------------------------- | -------------------------- | ------------------------------------ | ------------------- | -------- |
| ۱۳۹۶ | سی و ششمین دوره جشنواره فیلم فجر                     | بهترین جلوه ویژه بصری      | سینا قویدل                           | سیمرغ بلورین        | نامزدشده |
| ۱۳۹۷ | هجدهمین دوره جشن دنیای تصویر                         | جایزه ویژه هیئت داوران     | محمدحسین مهدویان                     | تندیس حافظ          | برنده    |
| ۱۳۹۷ | هجدهمین دوره جشن دنیای تصویر                         | بهترین فیلم                | سید محمود رضوی                       | تندیس حافظ          | نامزدشده |
| ۱۳۹۷ | هجدهمین دوره جشن دنیای تصویر                         | بهترین کارگردانی           | محمدحسین مهدویان                     | تندیس حافظ          | نامزدشده |
| ۱۳۹۷ | هجدهمین دوره جشن دنیای تصویر                         | بهترین بازیگر مرد          | ساعد سهیلی                           | تندیس حافظ          | نامزدشده |
| ۱۳۹۷ | هجدهمین دوره جشن دنیای تصویر                         | بهترین بازیگر مرد          | هادی حجازی‌فر                         | تندیس حافظ          | برنده    |
| ۱۳۹۷ | هجدهمین دوره جشن دنیای تصویر                         | بهترین بازیگر مرد          | جواد عزتی                            | تندیس حافظ          | نامزدشده |
| ۱۳۹۷ | هجدهمین دوره جشن دنیای تصویر                         | بهترین تدوین               | حسین جمشیدی گوهری و سجاد پهلوان زاده | تندیس حافظ          | برنده    |
| ۱۳۹۷ | هجدهمین دوره جشن دنیای تصویر                         | بهترین موسیقی متن          | حبیب خزایی فر                        | تندیس حافظ          | نامزدشده |
| ۱۳۹۷ | هجدهمین دوره جشن دنیای تصویر                         | بهترین قطعه                | روزبه بمانی برای قطعهٔ کجا باید برم   | تندیس حافظ          | نامزدشده |
| ۱۳۹۷ | دوازدهمین جشن بزرگ منتقدان و نویسندگان سینمایی ایران | بهترین بازیگر نقش مکمل مرد | هادی حجازی‌فر                         | جایزه بهترین بازیگر | نامزدشده |